# Jean-Pierre Marielle
Jean-Pierre Marielle (Paris, 12 de abril de 1932 – Saint-Cloud,  24 de abril de 2019) foi um ator francês.
Ao lado de Tom Hanks (no papel de Robert Langdon), Marielle interpretou Jacques Sauniére no filme O Código Da Vinci, baseado no romance homônimo de Dan Brown.
Faleceu em 24 de abril de 2019 aos 87 anos de idade.

## Filmografia

### Cinema

#### 1950
- 1957 : Charmants Garçons d'Henri Decoin : Le réceptionniste
- 1957 : Fernand clochard de Pierre Chevalier
- 1957 : Le Grand Bluff de Patrice Dally : Maître Philippe Norbert
- 1957 : Tous peuvent me tuer d'Henri Decoin : Jérôme
- 1959 : Pierrot la tendresse de François Villiers

#### 1960
- 1960 : La Brune que voilà de Robert Lamoureux : L'inconnu
- 1960 : Le Mouton de Pierre Chevalier : Le chef
- 1962 : Climats de Stellio Lorenzi : Philippe Marcenat
- 1963 : Que personne ne sorte d'Ivan Govar : Jo Adams
- 1963 : Peau de banane de Marcel Ophüls : Reynaldo
- 1963 : Dragées au poivre de Jacques Baratier : Rakanowski, le joueur de tennis
- 1963 : Les Animaux (film documentaire) de Frédéric Rossif : (uniquement voix)
- 1964 : Faites sauter la banque ! de Jean Girault : André Durand-Mareuil, le banquier
- 1964 : Un monsieur de compagnie de Philippe de Broca : Balthazar
- 1964 : Week-end à Zuydcoote de Henri Verneuil : Pierson
- 1964 : La Bonne Occase de Michel Drach : Landrut
- 1964 : Relaxe-toi chérie de Jean Boyer : David, le psychiatre
- 1964 : Échappement libre de Jean Becker : Van Houde
- 1965 : Cent briques et des tuiles de Pierre Grimblat : Justin
- 1965 : Monnaie de singe d'Yves Robert : Raymond Vernet
- 1966 : Roger La Honte (Trappola per l'assassino) de Riccardo Freda : Lucien de Noirville
- 1966 : Tendre Voyou de Jean Becker : Bob
- 1967 : Toutes folles de lui de Norbert Carbonnaux : R.P Fouquet
- 1968 : L'Homme à la Buick de Gilles Grangier : Le marquis
- 1968 : L'amour c'est gai, l'amour c'est triste de Jean-Daniel Pollet : Maxime
- 1969 : Le Diable par la queue de Philippe de Broca : Jean-Jacques Leroy-Martin, le « Play-boy »
- 1969 : Quarante-huit heures d'amour de Cecil Saint-Laurent : Mazoillac
- 1969 : Les Femmes de Jean Aurel : L'éditeur

#### 1970
- 1970 : Les Caprices de Marie de Philippe de Broca : Léopold Panneton
- 1970 : Le Pistonné de Claude Berri : Le lieutenant Casanova
- 1971 : Les Mariés de l'an II de Jean-Paul Rappeneau : (uniquement voix, dans le prologue et l'épilogue du film)
- 1971 : On est toujours trop bon avec les femmes de Michel Boisrond : Mac Cormack
- 1971 : Quatre mouches de velours gris (Quattro mosche di velluto grigio) de Dario Argento : Gianni Arrosio
- 1971 : Sans mobile apparent de Philippe Labro : Perry Rupert-Foote
- 1972 : Sex-shop de Claude Berri : Lucien, le dentiste
- 1972 : Le Petit Poucet de Michel Boisrond : L'ogre
- 1973 : La Valise de Georges Lautner : Le commandant Bloch
- 1973 : L'Affaire Crazy Capo de Patrick Jamain : Le commissaire Martin
- 1973 : Charlie et ses deux nénettes de Joël Séria : Tony
- 1974 : Comment réussir quand on est con et pleurnichard de Michel Audiard : Gérard
- 1974 : Dis-moi que tu m'aimes de Michel Boisrond : Richard Le Royer
- 1974 : T'es fou Marcel... (court-métrage) de Jean Rochefort : Son propre rôle
- 1974 : Un linceul n'a pas de poches de Jean-Pierre Mocky : Le docteur Carlille
- 1975 : Que la fête commence... de Bertrand Tavernier : Le marquis de Pontcallec
- 1975 : Dupont Lajoie d'Yves Boisset : Léo Tartaffionne
- 1975 : La Traque de Serge Leroy : Albert Danville
- 1975 : Les Galettes de Pont-Aven de Joël Séria : M. Henri Serin, représentant en parapluies
- 1976 : Cours après moi que je t'attrape de Robert Pouret : Paul
- 1976 : On aura tout vu de Georges Lautner : Morlock
- 1976 : Calmos de Bertrand Blier : Paul Dufour
- 1976 : Le Bataillon en folie (Sturmtruppen) de Salvatore Samperi : Le soldat inconnu
- 1977 : … Comme la lune de Joël Séria : Pouplard
- 1977 : Un moment d'égarement de Claude Berri : Pierre
- 1977 : Plus ça va, moins ça va de Michel Vianey : L'inspecteur Pignon
- 1977 : L'Imprécateur de Jean-Louis Bertuccelli : Roustev
- 1977 : Des enfants gâtés de Bertrand Tavernier (il y interprète uniquement la chanson du générique avec Jean Rochefort)
- 1979 : Cause toujours... tu m'intéresses ! d'Édouard Molinaro : François Perrin

#### 1980
- 1980 : L'Entourloupe de Gérard Pirès : Castelard
- 1980 : Voulez-vous un bébé Nobel ? de Robert Pouret : Victor Delacroix
- 1981 : Asphalte de Denis Amar : Albert Pourrat
- 1981 : Coup de torchon de Bertrand Tavernier : Le Peron et son frère
- 1981 : Pétrole ! Pétrole ! de Christian Gion : Jean-Marie Tardel
- 1982 : L'Indiscrétion de Pierre Lary : Daniel
- 1982 : Jamais avant le mariage de Daniel Ceccaldi : Patrick Le Kermadec dit « Le Chouan »
- 1983 : Signes extérieurs de richesse de Jacques Monnet : Jérôme Bouvier
- 1984 : Partenaires de Claude d'Anna : Gabriel Gallien
- 1985 : L'Amour en douce de Édouard Molinaro : Antoine Garnier
- 1985 : Hold-up de Alexandre Arcady : Simon Labrosse
- 1986 : Tenue de soirée de Bertrand Blier : L'homme riche et dépressif
- 1987 : Les mois d'avril sont meurtriers de Laurent Heynemann : Fred
- 1987 : Les Deux Crocodiles de Joël Séria : René Boutancard
- 1988 : Quelques jours avec moi de Claude Sautet : Raoul Fonfrin

#### 1990
- 1990 : Uranus de Claude Berri : Archambaud
- 1991 : Tous les matins du monde d'Alain Corneau : M. de Sainte Colombe
- 1992 : Max et Jérémie de Claire Devers : Almeida
- 1993 : Un, deux, trois, soleil de Bertrand Blier : L'homme seul
- 1994 : Le Parfum d'Yvonne de Patrice Leconte : Le docteur René Meinthe
- 1994 : Le Sourire de Claude Miller : Pierre François Le Clainche
- 1995 : Les Milles de Sébastien Grall : Le commandant Perrochon
- 1996 : Les Grands Ducs de Patrice Leconte : Georges Cox
- 1996 : L'Élève d'Olivier Schatzky : Armand Moreen

#### 2000
- 2000 : Une pour toutes de Claude Lelouch : Le commissaire Bayard
- 2000 : Les Acteurs de Bertrand Blier : Lui-même
- 2003 : La Petite Lili de Claude Miller : Simon Marceau
- 2003 : Demain on déménage de Chantal Akerman : Samuel Popenick
- 2004 : Atomik Circus, le retour de James Bataille de Didier Poiraud, Thierry Poiraud : Bosco
- 2005 : Les Âmes grises d'Yves Angelo : Pierre-Ange Destinat
- 2006 : Da Vinci Code de Ron Howard : Jacques Saunière
- 2006 : Le Grand Meaulnes de Jean-Daniel Verhaeghe : M. de Galais
- 2007 : Faut que ça danse ! de Noémie Lvovsky : Salomon Bellinsky
- 2007 : Ce que mes yeux ont vu de Laurent de Bartillat : Jean Dussart
- 2009 : Micmacs à tire-larigot de Jean-Pierre Jeunet : Placard

#### 2010
- 2010 : Pièce montée de Denys Granier-Deferre : Victor
- 2010 : Le Mystère de Jean-Teddy Filippe : Octave
- 2012 : Rondo d'Olivier van Malderghem : Abraham
- 2012 : Les Seigneurs d'Olivier Dahan : Le Maire Titouan Leguennec
- 2013 : Max de Stéphanie Murat : Nick
- 2013 : La Fleur de l'âge de Nick Quinn : Hubert Dassonville
- 2014 : Tu veux ou tu veux pas de Tonie Marshall : Lui-même
- 2014 : Une heure de tranquillité de Patrice Leconte : Le père de Michel

### TTelevisão
- 1958 (primeira transmissão) : La Fille de la pluie de Louis Chavance réalisé par Jean Prat - Le célibataire pauvre et excentrique
- 1959 : Notre petite ville de Marcel Bluwal
- 1960 : Adrien de Faversham de Marcel Bluwal
- 1960 : J'ai compromis ma femme de René Lucot
- 1960 : Les Joueurs de Marcel Bluwal
- 1960 : La Paresse de René Lucot
- 1960 : Le Prince et le Pauvre de Marcel Cravenne
- 1960 : Les Trois Sœurs de Tchekhov réalisé par Jean Prat - Toujenbach
- 1961-1962 : La caméra explore le temps :
  - 1961 : Les Templiers de Stellio Lorenzi - Philippe Le Bel
  - 1962 : La Conjuration de Cinq-Mars de Guy Lessertisseur - Louis XIII.
- 1962 : Il est minuit docteur Schweitzer de Gilbert Pineau - Le docteur Schweitzer
- 1962 : Fra Diavolo de Jean Kerchbron
- 1962 : La Nuit des rois de Shakespeare réalisé par Claude Barma - Malvolio
- 1963 : L'inspecteur Leclerc enquête de Maurice Cazeneuve, épisode : Le passé d'une femme : Michel Duquesnoy
- 1964 : Les Cabinets particuliers d'Alain Boudet
- 1978 : Les Poissons rouges ou Mon père ce héros de Claude Barma
- 1982 : L'Étrangleur s'excite d'Alexandre Tarta - Gene Cornflakes
- 1984 : Et la vie continue (...e la vita continua) de Dino Risi - Armoldo Bettochi
- 1984 : Les Capricieux de Michel Deville - Simon
- 1987 : Les Idiots de Jean-Daniel Verhaeghe - Kubac
- 1988 : Un château au soleil - série em 6 episódios de 52 min - por Robert Mazoyer - Arthus de Montdeny
- 1989 : Six crimes sans assassin de Bernard Stora - Bastien D'Arnoncourt, le commissaire de police
- 1990 : Bouvard et Pécuchet - Film diffusé en deux parties - de Jean-Daniel Verhaeghe - François Bouvard
- 1990 : Clérambard de Marcel Bluwal - Le comte Hubert de Clérembard
- 1990 : Ne m'oubliez pas : Hommage à Bernard Blier (documentario) de Mathias Ledoux - Lui-même
- 1992 : La Controverse de Valladolid de Jean-Daniel Verhaeghe - Bartolomé de las Casas
- 2001 : Madame de... de Jean-Daniel Verhaeghe - Le général
- 2004 : Le Clan des rois de John Downer - La voix de James, dans la version française
- 2005 : Galilée ou l'Amour de Dieu de Jean-Daniel Verhaeghe - Le pape Barbérini
- 2007 : Elles et moi de Bernard Stora - Emile de Montellier
- 2010 : La Peau de chagrin d'Alain Berliner - Oswald
- 2011 : Chez Maupassant : Mon oncle Sosthène de Gérard Jourd'hui : Sosthène
- 2011 : Belmondo, itinéraire… de Vincent Perrot et Jeff Domenech : Témoignage
- 2011 : Bouquet final de Josée Dayan : Jean-Pierre
- 2012 : Nos retrouvailles de Josée Dayan : Le psy
- 2013 : Indiscrétions de Josée Dayan : Bernard Lefort
- 2014 : Des roses en hiver de Lorenzo Gabriele : Jean
- 2016 : Capitaine Marleau (episódio 2) de Josée Dayan : Frantz Meyer

## Teatro
- 1953 : La Jalousie du Barbouillé de Molière et Le Mariage forcé de Molière et Lully, dirigido por Georges Le Roy, Théâtre du Conservatoire
- 1954 : L’Amour des quatre colonels de Peter Ustinov, dirigido por Jean-Pierre Grenier, Théâtre Fontaine, avec la compagnie Grenier-Hussenot
- 1954 : Les Plaideurs de Racine, dirigido por Georges Leroy, Théâtre du Petit Marigny
- 1955 : Le Quai Conti de Guillaume Hanoteau, dirigido por René Dupuy, Théâtre Gramont
- 1956 : Victimes du devoir d'Eugène Ionesco, Théâtre de la Huchette
- 1956 : Chatterton d'Alfred de Vigny, dirigido por Michel Bouquet, Théâtre de l'Œuvre
- 1956 : Le Miroir d'Armand Salacrou, dirigido por Henri Rollan, Théâtre des Ambassadeurs
- 1957 : Hibernatus de Jean Bernard-Luc, dirigido por Georges Vitaly, Théâtre de l'Athénée
- 1957 : Romanoff et Juliette de Peter Ustinov, dirigido por Jean-Pierre Grenier, Théâtre Marigny
- 1957 : Le Chevalier d'Olmedo de Lope de Vega, dirigido por Albert Camus, festival d'Anjou
- 1958 : Tessa la nymphe au cœur fidèle de Jean Giraudoux d'après Basil Dean et Margaret Kennedy, dirigido por Jean-Pierre Grenier, Théâtre Marigny
- 1958 : L'Étonnant Pennypacker de Liam O'Brien, adaptation Roger Ferdinand, dirigido por Jean-Pierre Grenier, Théâtre Marigny
- 1960 : Champignol malgré lui de Georges Feydeau et Maurice Desvallières, dirigido por Jean-Pierre Grenier, Théâtre Marigny
- 1962 : Pomme, pomme, pomme de Jacques Audiberti, dirigido por Georges Vitaly, Théâtre La Bruyère
- 1963 : Tricoche et Cacolet d'Henri Meilhac et Ludovic Halévy, dirigido por Jacques Charon, Odéon-Théâtre de France
- 1964 : La Preuve par quatre de Félicien Marceau, dirigido por de l'auteur, Théâtre de la Michodière
- 1966 : La Prochaine fois je vous le chanterai de James Saunders, dirigido por Claude Régy, Théâtre Antoine
- 1966 : Se trouver de Luigi Pirandello, dirigido por Claude Régy, Théâtre Antoine
- 1967 : Rosencrantz et Guildenstern sont morts de Tom Stoppard, dirigido por Claude Régy, Théâtre Antoine
- 1967 : L'Anniversaire d'Harold Pinter, dirigido por Claude Régy, Théâtre Antoine
- 1969 : Guerre et paix au café Sneffle de Remo Forlani, dirigido por Georges Vitaly, Théâtre La Bruyère
- 1969 : Le Babour de Félicien Marceau, dirigido por André Barsacq, Théâtre de l'Atelier
- 1970 : Les Poissons rouges ou Mon père ce héros de Jean Anouilh, dirigido por Jean Anouilh & Roland Piétri, Théâtre de l'Œuvre
- 1972 : Un pape à New-York de John Guare, dirigido por Michel Fagadau, Théâtre de la Gaîté-Montparnasse
- 1978 : La Culotte de Jean Anouilh, dirigido por Jean Anouilh & Roland Piétri, Théâtre de l'Atelier
- 1980 : L'Habilleur de Ronald Harwood, dirigido por Stéphan Meldegg, Théâtre de la Michodière
- 1982 : L'étrangleur s'excite d'Éric Naggar, dirigido por Jean Rochefort, Théâtre des Arts (Hébertot)
- 1986 : Oncle Vania d'Anton Tchekhov, dirigido por Christian Benedetti, Théâtre de l'Est parisien
- 1986 : Clérambard de Marcel Aymé, dirigido por Jacques Rosny, Comédie des Champs-Élysées
- 1988 : La Femme à contre-jour d’Éric Naggar, dirigido por Jean Rochefort, Théâtre des Mathurins
- 1990 : Partage de midi de Paul Claudel, dirigido por Brigitte Jaques, Théâtre de l'Atelier
- 1994 : Le Retour d'Harold Pinter, dirigido por Bernard Murat, Théâtre de l'Atelier
- 1997 : La Terrasse de Jean-Claude Carrière, dirigido por Bernard Murat, Théâtre Antoine
- 1997 : La Lune se couche de Harold Pinter, dirigido por Karel Reisz, Théâtre du Rond-Point
- 1999 : Le Nouveau Testament de Sacha Guitry, dirigido por Bernard Murat, Théâtre des Variétés
- 2007 : Les Mots et la chose de Jean-Claude Carrière, avec Agathe Natanson, sa femme, Théâtre de l'Œuvre
- 2007 : Correspondance de Groucho Marx, dirigido por Patrice Leconte, Théâtre de l'Atelier
- 2010 : Audition de Jean-Claude Carrière, dirigido por Bernard Murat, Théâtre Édouard-VII
- 2014 : Love Letters d'Albert Ramsdell Gurney, dirigido por Benoît Lavigne, Théâtre Antoine